# Brett Lee
Brett Lee (ur. 8 listopada 1976 w Wollongong) – australijski krykiecista, członek reprezentacji Australii. Praworęczny bowler w stylu fast. Jeden z najszybszych rzucających na świecie, jeden z zaledwie trzech bowlerów którzy przekroczyli granicę 160 km/h. Jest także niezłym odbijającym o dobrej jak na specjalistę bowlera średniej wynoszącej 20 runów.